# Zeitgenosse

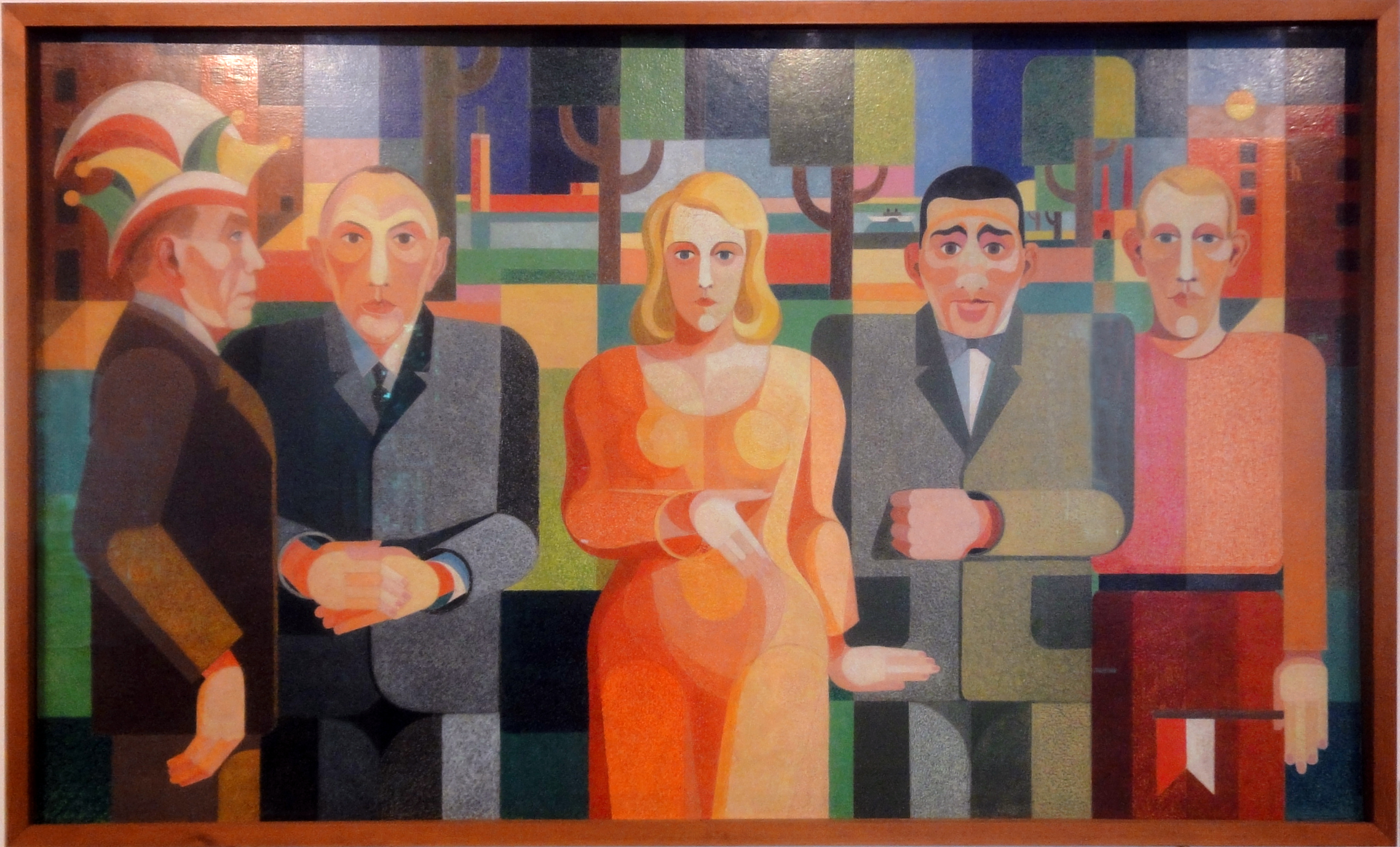
Zeitgenossen, Gemälde von Heinrich Hoerle (1930)

Ein Zeitgenosse ist eine Person, die zur selben Zeit wie eine andere Person lebt oder (rückblickend betrachtet) gelebt hat. Als Zeitgenossen einer bestimmten Person tituliert werden besonders häufig Persönlichkeiten aus den verschiedenen künstlerischen und kulturellen Bereichen.

## Wortentstehung und -verwendung
Der Ausdruck ist im 16. Jahrhundert entstanden, jedoch erst ab dem 18. Jahrhundert geläufig und wird – unter Einfluss von griech. sýnchronos ‚gleichzeitig, von gleicher Zeit und Dauer’ – als Übersetzung des gleichbedeutenden spätlateinischen Substantivs synchronus gesehen.
Das Wort Zeitgenosse wird besonders häufig im Zusammenhang mit Dingen und Angelegenheiten der Kunst und Kultur verwendet. Das davon abgeleitete und auch häufiger verwendete Adjektiv zeitgenössisch wird fast ausschließlich so gebraucht und hat dabei vorwiegend die Bedeutung ‚gegenwärtig, derzeitig‘, bezieht sich also in erster Line auf die Gegenwart („zeitgenössische Literatur“, „zeitgenössische Kunst“ etc.). Das Substantiv Zeitgenosse hingegen kann historische und in der Jetztzeit lebende Personen gleichermaßen benennen. Im letzteren Fall muss diese Person für die Allgemeinheit nicht zwingend von Bedeutung sein, und Zeitgenosse wird oft auch als bewusst aufwertende oder abfällige Bezeichnung für einen jetzt lebenden Mitmenschen in Anspruch genommen. Zum Ausdruck kommt diese Wertung im Gesamtzusammenhang, aber auch mit den Adjektiven, die das Wort Zeitgenosse begleiten, so etwa aufmerksam, wach, liebenswert im positiven und unliebsam, verantwortungslos, unsympathisch im negativen Fall. Oft findet sich die Wendung unbequemer Zeitgenosse, die aber sehr häufig positiv zu verstehen ist und dann auf den kritischen Geist der betreffenden Person abzielt.

## Kontakt von Zeitgenossen
Ein bestimmendes Merkmal von Zeitgenossen ist die Möglichkeit eines persönlichen Kontaktes, wenn auch ein solcher nicht tatsächlich vorhanden sein muss oder musste. Diese Tatsache ist für die Erforschung des Lebens und der Werke von bedeutenden Persönlichkeiten wichtig, da in solchen Fällen gerade ein persönliches Kennenlernen auch eine künstlerische oder sonstige Beeinflussung zur Folge haben kann. Erklärlicherweise ist dafür Voraussetzung, dass sich die Lebensdaten der betreffenden Persönlichkeiten nicht nur marginal am Lebensbeginn oder Lebensende überschneiden, sondern die Personen während ihrer jeweiligen Schaffensperiode zumindest kurzzeitig miteinander in Verbindung stehen.
Manchmal beeinflussen Zeitgenossen ihren Lebensweg und das Lebenswerk wechselseitig wie im Falle von Friedrich Schiller und Johann Wolfgang von Goethe, zwischen denen sich auch eine enge Freundschaft entwickelte. In anderen Fällen führten Zeitgenossen oft über lange Zeit intensive Korrespondenz und haben sich so gegenseitig in ihrem beispielsweise literarischen oder wissenschaftlichen Denken angeregt. In wiederum anderen Fällen dagegen haben sich berühmte Zeitgenossen – obgleich sie ähnliche Interessen verfolgten – nie persönlich kennengelernt, was auch auf die begrenzten Reise- und Kommunikationsmöglichkeiten früherer Zeiten zurückzuführen sein kann.
In Hinblick auf die Tatsache einer (grundsätzlich nicht nur gegenseitigen, sondern auch lediglich einseitigen) Einflussnahme werden dann gerade solche Personen als Zeitgenossen von jemandem genannt, die alle demselben Lebensbereich oder Wirkungskreis angehören bzw. angehörten. So war beispielsweise
- Jesus von Nazareth ein Zeitgenosse von Pontius Pilatus und Rabbi Hillel,
- Martin Luther ein Zeitgenosse Zwinglis, Calvins und Philipp Melanchthons,
- Johann Sebastian Bach ein Zeitgenosse von Georg Friedrich Händel, François Couperin und Antonio Vivaldi,
- Johann Wolfgang von Goethe auch ein Zeitgenosse Heinrich von Kleists, Clemens Brentanos und Ludwig van Beethovens sowie
- Konrad Adenauer ein Zeitgenosse John F. Kennedys und Charles de Gaulles.

Mitunter kann es aber auch – z. B. zu Informationszwecken – nützlich sein, wenn Lebensdaten von Personen gegenübergestellt werden, die zwar als Zeitgenossen lebten, aber nicht miteinander in Verbindung gestanden haben mussten und völlig unterschiedlichen Wirkungsbereichen angehörten. So war beispielsweise
- Jesus von Nazareth ein Zeitgenosse von Seneca,
- Martin Luther ein Zeitgenosse von Kaiser Karl V.,
- Johann Sebastian Bach ein Zeitgenosse von Johann Bernhard Fischer von Erlach und Daniel Defoe,
- Johann Wolfgang von Goethe ein Zeitgenosse Alexander von Humboldts und Napoléon Bonapartes sowie
- Konrad Adenauer ein Zeitgenosse von Albert Einstein und Pablo Picasso.

## Zeitgenössisch
Wird der Begriff zeitgenössisch ohne Bezug zu einer Person verwendet, ist meist die Gegenwart gemeint. In diesem Sinne wird er verwendet bei:
- Zeitgenössische Architektur
- Zeitgenössische Kunst
- Zeitgenössische Musik
- Zeitgenössischer Tanz

## Trivia
Sowremennik (russisch Современник, wörtlich: Der Zeitgenosse) war eine von Alexander Sergejewitsch Puschkin gegründete russische literarische, soziale und politische Zeitschrift, die von 1836 bis 1866 in Sankt Petersburg erschien.